# 유니콘 원정대: 비밀의 다이어리
《유니콘 원정대: 비밀의 다이어리》(The Shonku Diaries - A Unicorn Adventure)는 인도에서 제작된 카말 반살 감독의 2016년 애니메이션 영화이다. 최원형 등이 주연으로 출연하였다.

## 출연

### 주연
- 최원형
- 변종필
- 장은숙
- 안종덕
- 장경희
- 이민하

### 조연
- 고성일
- 박영화